# 루미놀
루미놀(영어: luminol)은 다양한 용도로 쓰이는 화학발광을 나타내는 화학물질로, 적당한 산화제와 섞으면 푸른 빛을 낸다. 이는 흰색에서 노란색 정도의 색을 띠는 고체로, 이온화된 유기용매에 녹으며, 물에는 녹지 않는다. 루미놀은 철과 반응하기 때문에 범죄 현장 등에서 혈흔을 감식하는 데 쓰이며, 생물학자에겐 구리, 철, 시안화물을 검출하는 세포 분석에 쓰인다.
루미놀을 한 면적에 고르게 뿌리면, 활성 산화제가 루미놀을 빛을 내게 한다. 빛은 어두운 곳에서 볼 수 있다. 발광은 30초 정도 계속되지만, 노출을 길게 해 촬영을 하면 이 반응을 기록할 수 있다. 뿌릴 때에는 많은 혈흔이 있는 곳에 더 많은 양이 집중되도록 고르게 뿌려야 한다. 발광의 정도는 뿌린 양에 비례하지 않고, 남은 흔적의 양에 비례한다.ㅡ 

## 화학발광

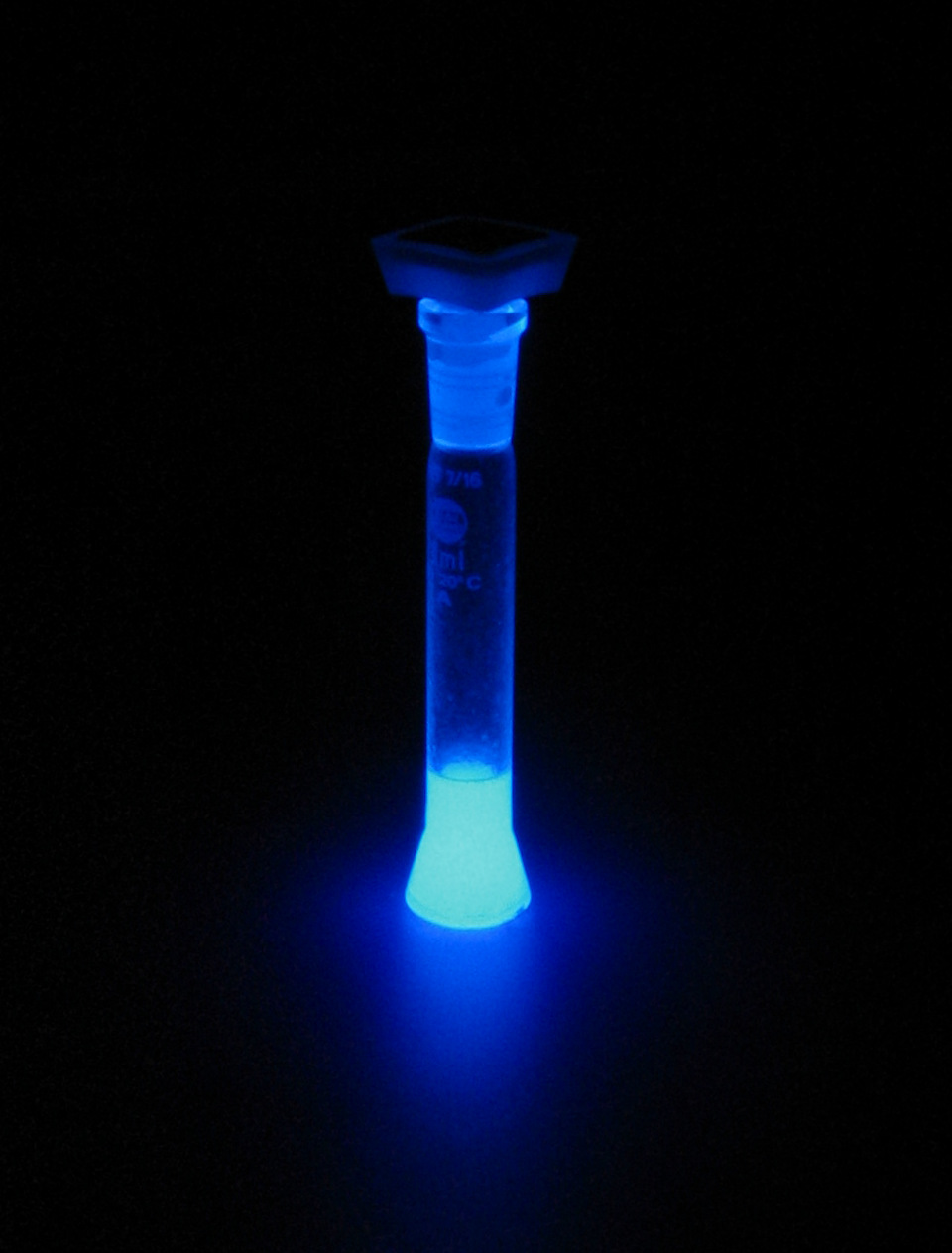
루미놀의 화학발광

화학발광을 일으키려면 산화제와 반응해야 한다. 주로 과산화수소 용액과 물에 녹인 수산화나트륨이 활성제로 작용한다. 철화합물 등의 촉매가 있으면 과산화수소는 산소와 물로 분해된다.
2 H2O2 → O2 + 2 H2O
실험실에서는 페리시안화 칼륨(Potassium Ferricyanide)나 과요오드산염 칼륨(Potassium Periodate)이 주로 촉매로 사용된다. 법의학에서 혈흔 감식에 쓰일 때는 효소나 헤모글로빈 내 포함된 철 이온이 촉매로 사용된다.
루미놀이 수산화 이온과 반응하면, 2가 음이온이 형성된다. 과산화수소에서 산소가 발생하고 루미놀 이온과 반응하게 된다. 이 반응의 생성물인 유기 과산화물(organic peroxide)은 질소가 빠짐으로써 만들어지는데 매우 불안정한 상태에 있다. 전자가 이 때 들뜬 상태에 있다가 바닥 상태로 전이되며 에너지를 방출하게 된다. 이 에너지의 방출이 파란색으로 보인다.

## 같이 보기
- 플루오레세인
- 다이페닐 옥살레이트